# Jaromír Kohlíček
Jaromír Kohlíček (* 23. Februar 1953 in Teplice; † 6. Dezember 2020) war ein tschechischer Politiker und Mitglied des Europäischen Parlaments.

## Werdegang
Jaromír Kohlíček hat die Universität für Chemie und Technologie in Prag als Ingenieur abgeschlossen. Er arbeitete von 1976 bis 1995 als Glastechniker, Betriebsdirektor, technischer Direktor sowie Leiter der kaufmännisch-technischen Dienste. Von 1995 bis 1998 war er Direktor eines Stahlwerks.
Kohlíček gehörte der Kommunistischen Partei Böhmens und Mährens an und war Mitglied des Zentralkomitees der Kommunistischen Partei. Er war im Europäischen Parlament Mitglied der Partei Europäische Linke und somit auch der Fraktion der vereinten europäischen Linken. Er wurde 2004 zum ersten und 2009 zum zweiten Mal ins Europäische Parlament entsandt. Dort war er Mitglied im Ausschuss für Verkehr und Fremdenverkehr.
Jaromír Kohlíček war verheiratet und hatte vier Kinder.